# (5682) Beresford
(5682) Beresford es un asteroide perteneciente a asteroides que cruzan la órbita de Marte descubierto el 9 de octubre de 1990 por Robert H. McNaught desde el Observatorio de Siding Spring, Nueva Gales del Sur, Australia.

## Designación y nombre
Designado provisionalmente como 1990 TB. Fue nombrado Beresford en homenaje a Anthony Charles Beresford, destacado astrónomo aficionado australiano. Entre sus amplios intereses astronómicos, es un observador activo de satélites artificiales, que formó parte de la Operación Moonwatch desde 1960 hasta 1975. Desempeña un papel importante en la difusión de información astronómica y descubrimientos en Australia del Sur. Siempre conocedor de los acontecimientos actuales, Tony Beresford ha sido de gran ayuda para el descubridor en muchas ocasiones.

## Características orbitales
Beresford está situado a una distancia media del Sol de 2,297 ua, pudiendo alejarse hasta 2,982 ua y acercarse hasta 1,611 ua. Su excentricidad es 0,298 y la inclinación orbital 7,960 grados. Emplea 1271,57 días en completar una órbita alrededor del Sol.

## Características físicas
La magnitud absoluta de Beresford es 13,7. Tiene 4,125 km de diámetro y su albedo se estima en 0,365. 